# Sardón de Duero
Sardón de Duero est une commune de la province de Valladolid dans la communauté autonome de Castille-et-León en Espagne.

## Administration

### Jumelages
- Les Lèches (France) depuis 2004[2].

## Sites et patrimoine
Les édifices les plus caractéristiques de la commune sont :

### Patrimoine religieux
- Monastère Santa María de Retuerta (es) ;
- Église Saint-Jean-Baptiste (San Juan Bautista) ;

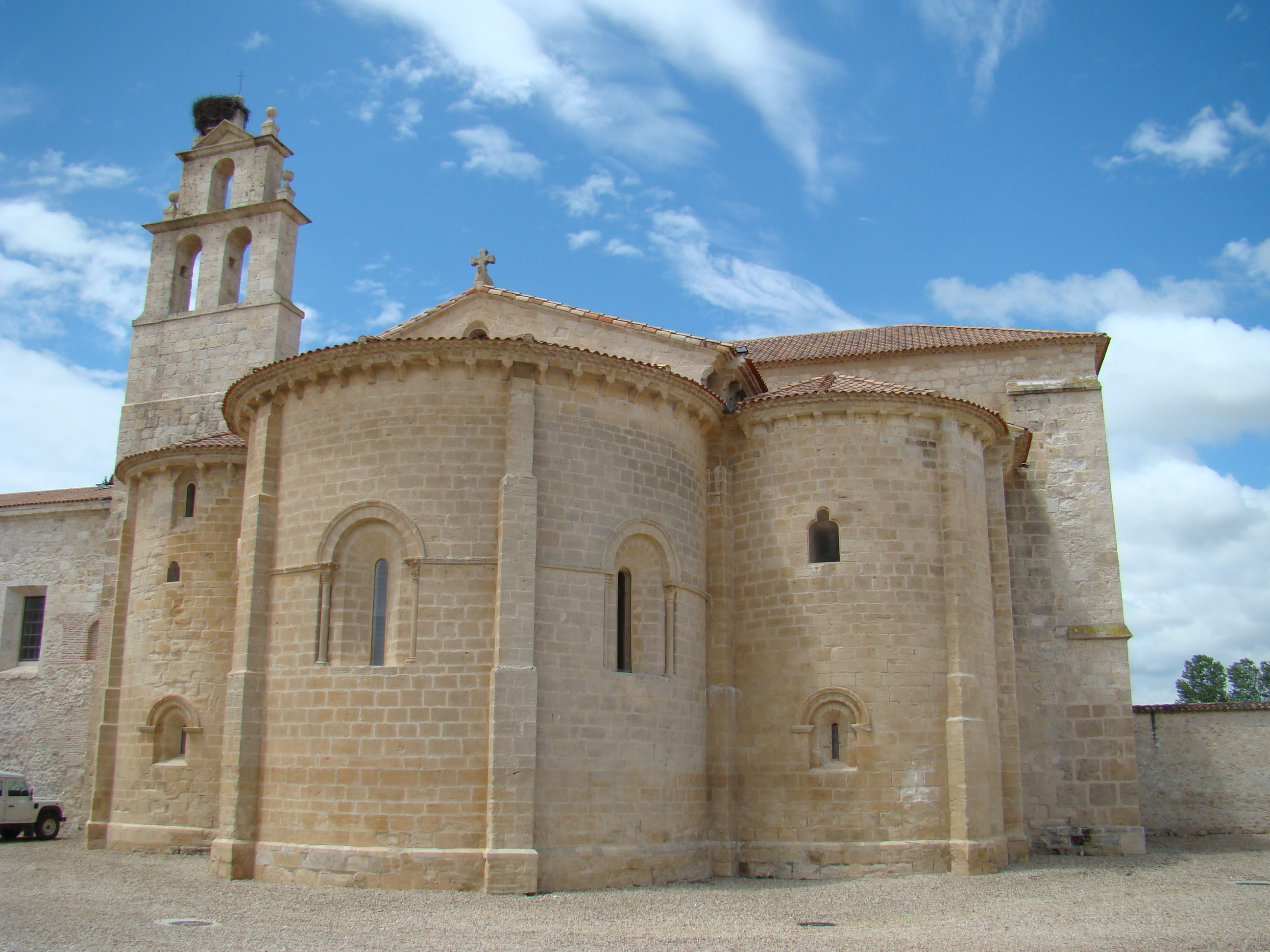
Monastère Santa María de Retuerta.
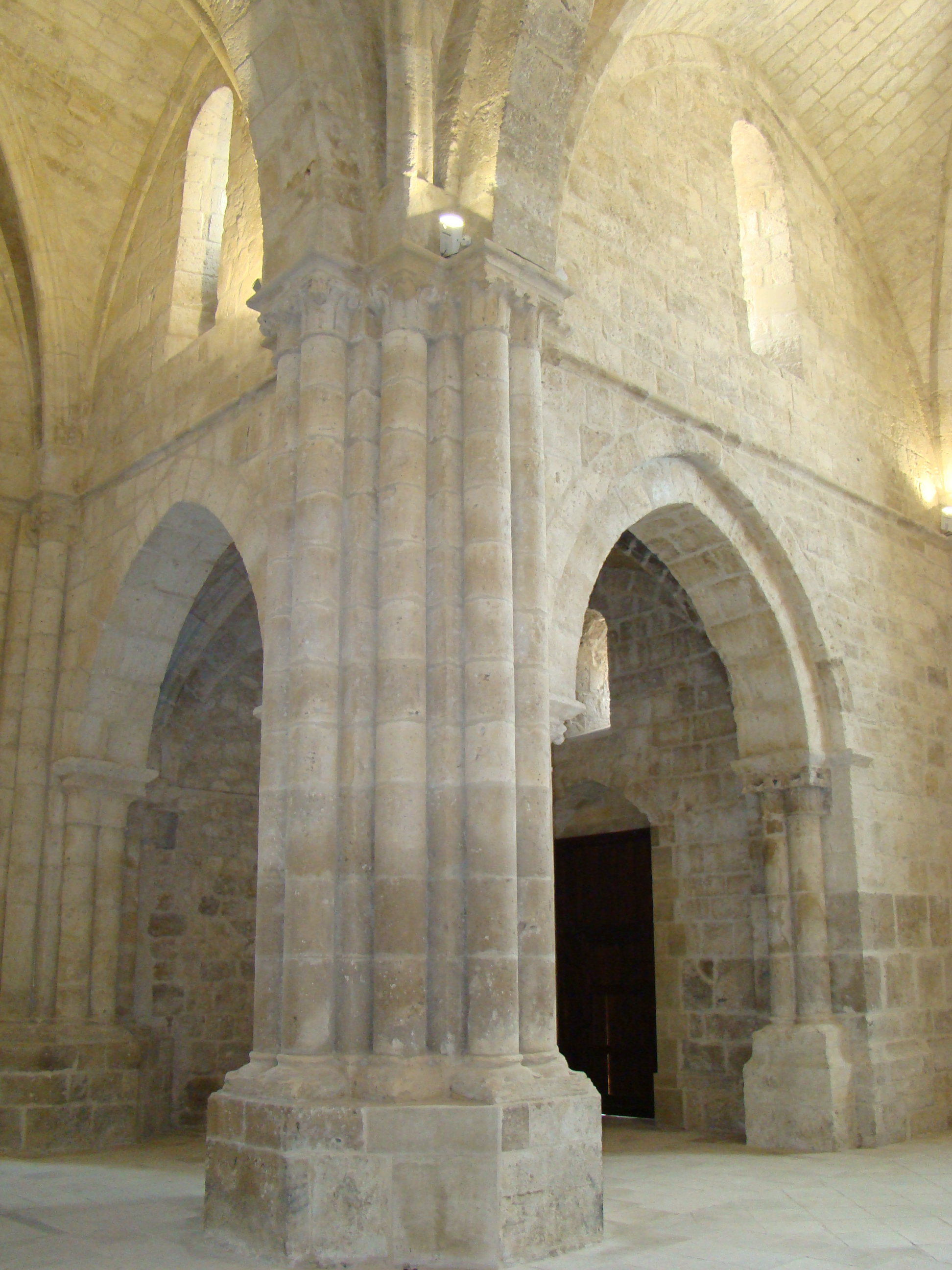
Monastère Santa María de Retuerta.
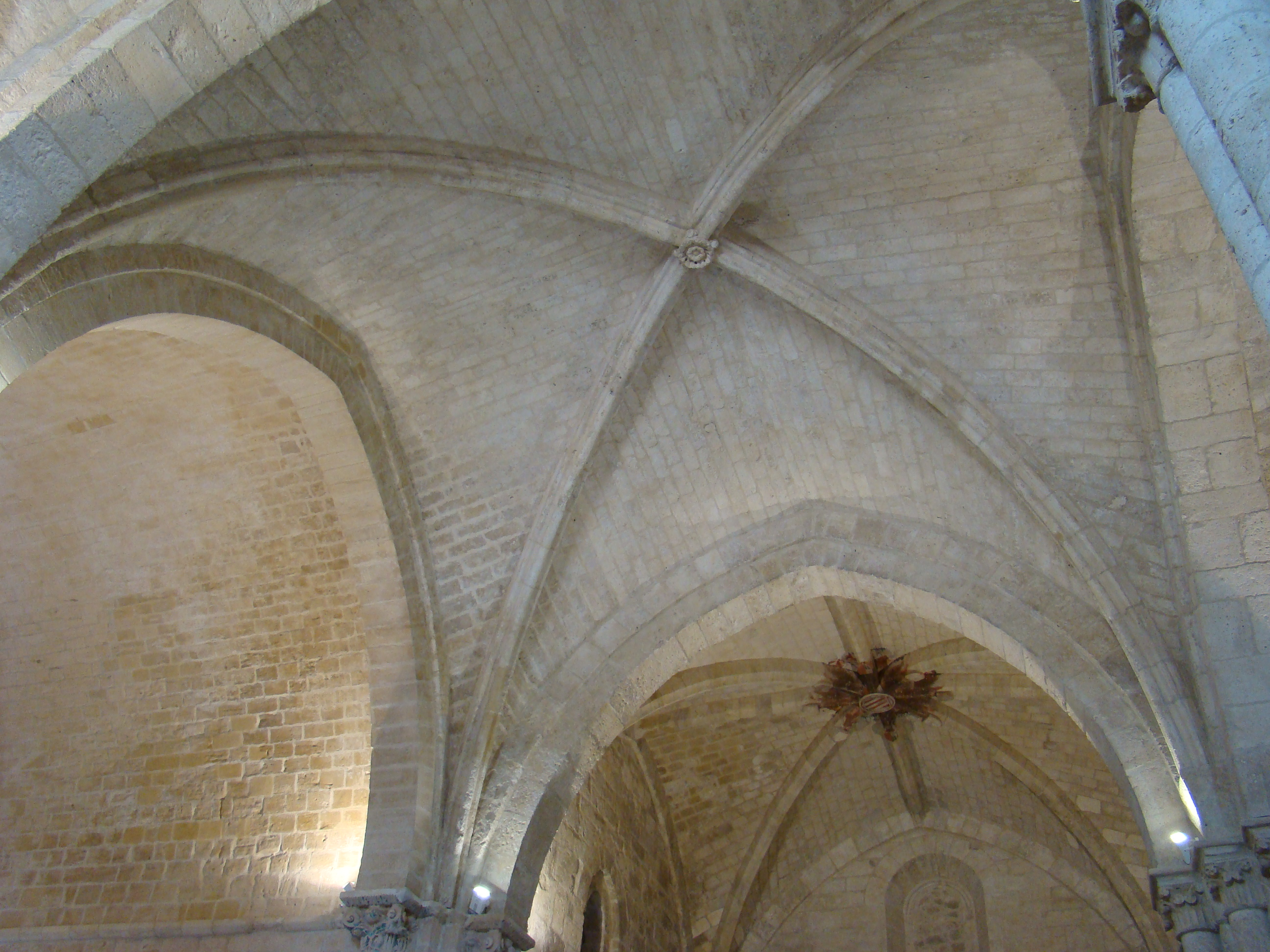
Monastère Santa María de Retuerta.
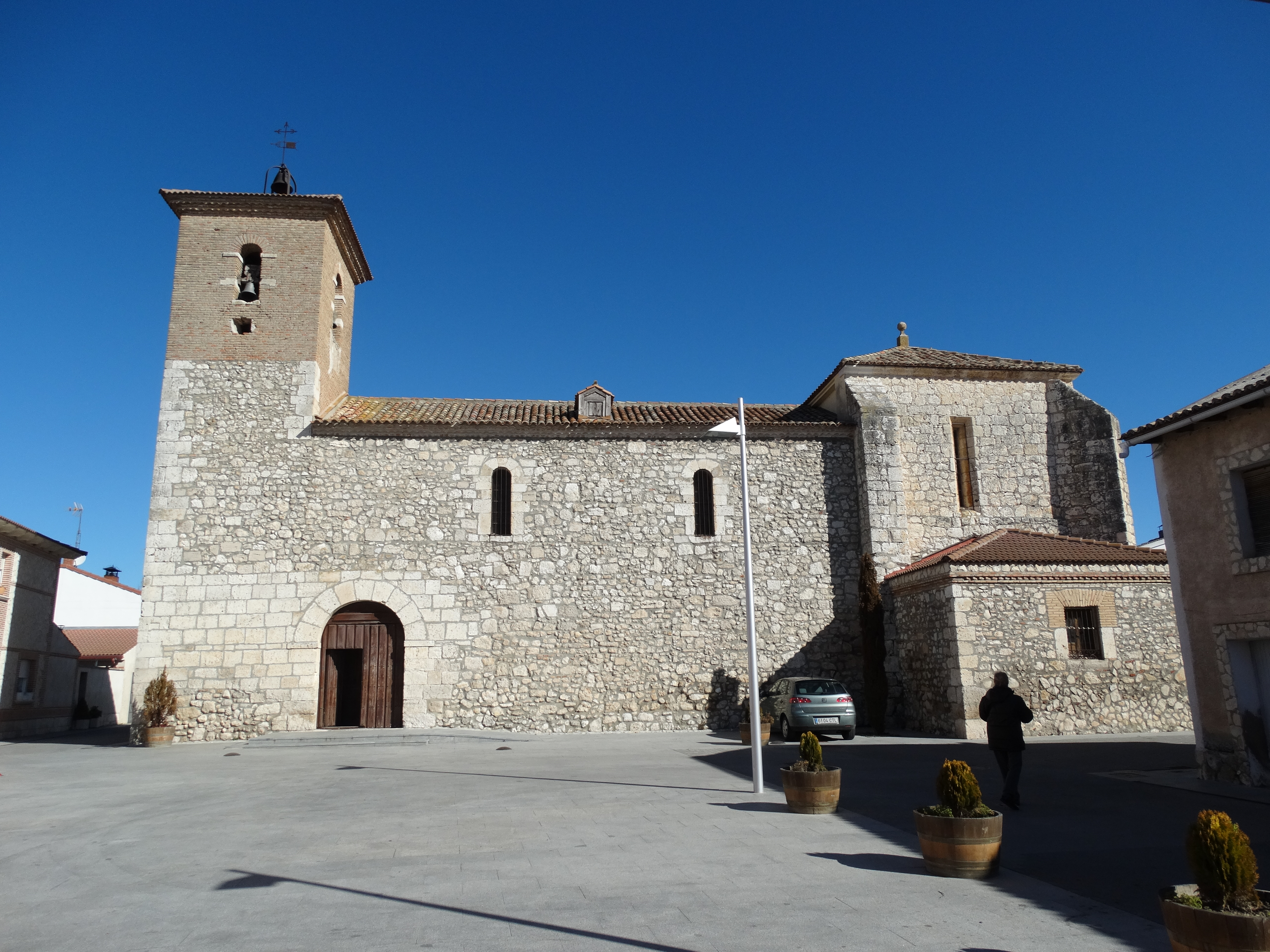
Église Saint-Jean-Baptiste.

### patrimoine civil
- Moulin de Santa Eugenia ;
- Jardin del Carretero ;
- Gare de train.

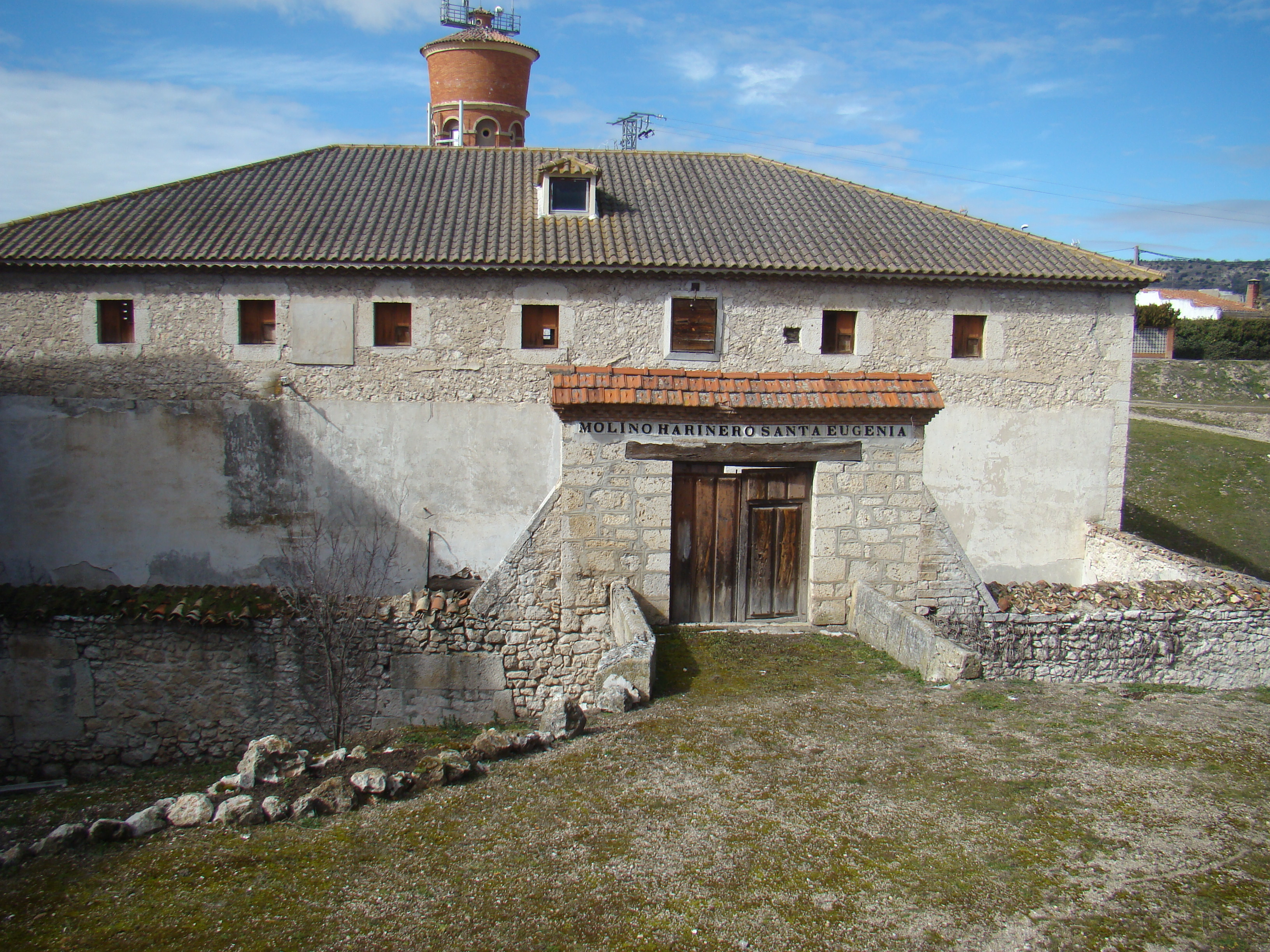
Moulin de Santa Eugenia.
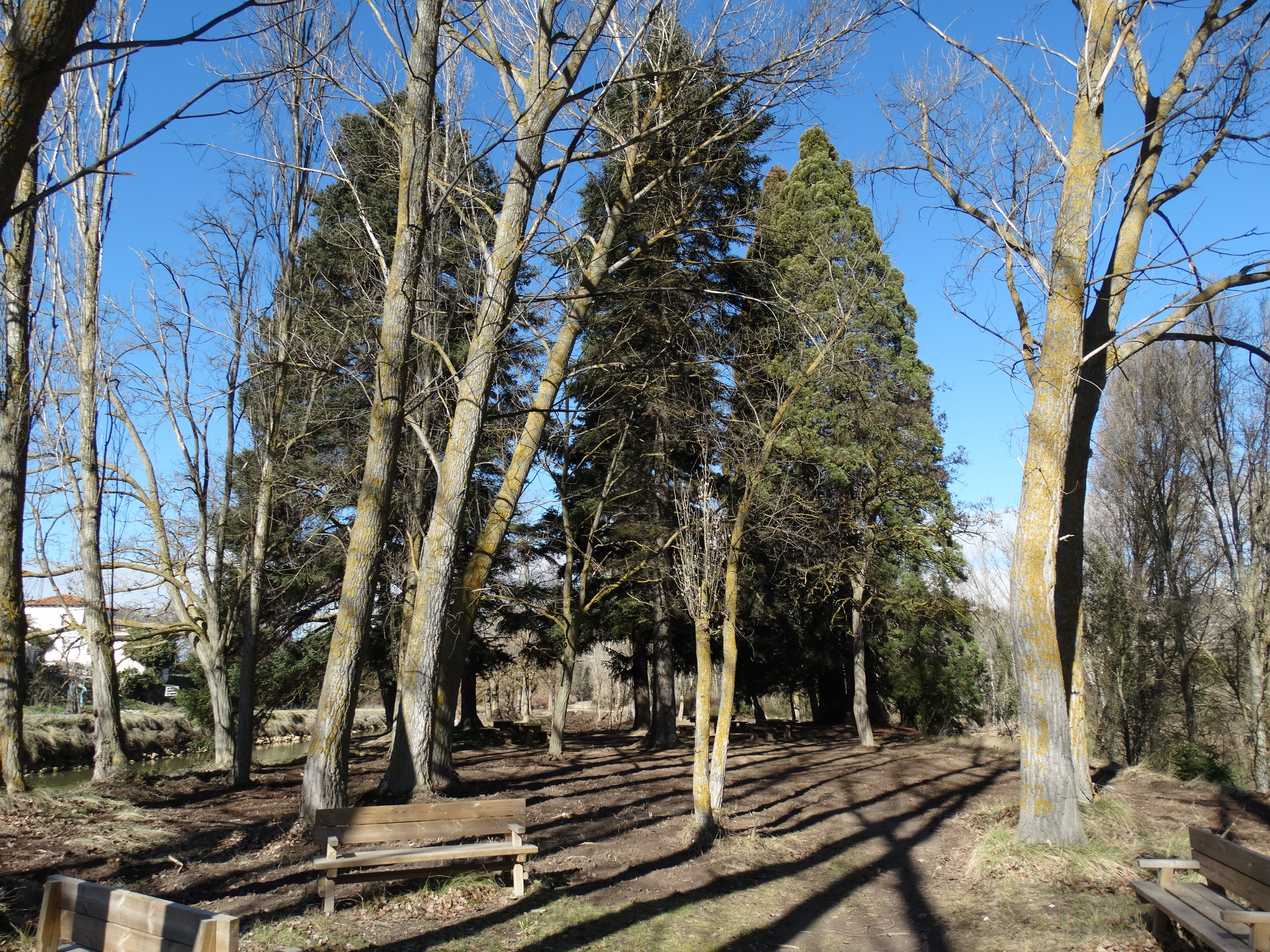
Jardin del Carretero.
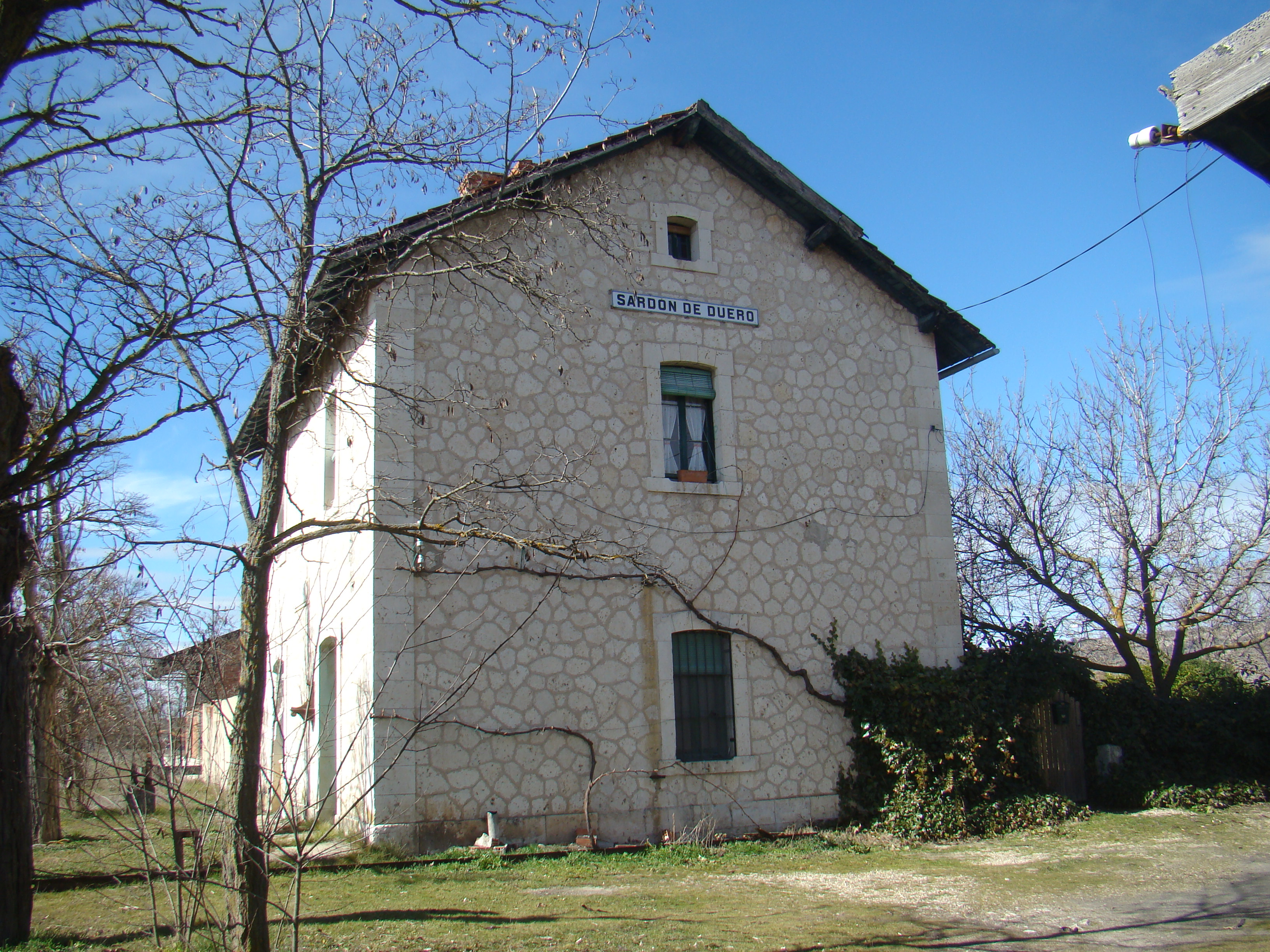
Ancienne gare de train.